# El bard (Sibelius)
El bard (en suec⁣: Barden), op. 64, és un poema simfònic per a orquestra escrit el 1913 pel compositor finlandès Jean Sibelius. Va ser interpretat per primera vegada a Hèlsinki el 27 de març de 1913 per l'Orquestra de la Societat Filharmònica, dirigida pel mateix compositor, però aquest la va revisar el 1914. La nova versió es va interpretar per primera vegada a Hèlsinki el 9 de gener de 1916, de nou sota la batuta del compositor.
A la Gran Bretanya, Adrian Boult i l'⁣Orquestra Simfònica de la BBC van gravar el poema simfònic el gener de 1936 per a la seva emissió. La primera actuació pública al Regne Unit la va fer Sir Thomas Beecham el 1938.
El poema tonal en si proporciona una visió profunda, però críptica, d'un món elegíac i poètic: una quietud i una reflexió inicials dirigides per l'arpa són succeïdes per onades elementals i eruptives i, finalment, una sensació de renúncia o potser de mort.

## Instrumentació
El bard està escrit per als instruments següents,  organitzats per família (vents fusta, metalls, percussió i cordes):
- 2 flautes, 2 oboès, 2 clarinets (en si ♭), 1 clarinet baix (en si ♭), i 2 fagots
- 4 banyes (en fa), 2 trompetes (en si ♭), i 3 trombons
- Timbales, bombo i tam-tam
- violins (I i II), violes, violoncels, contrabaix i arpa